# 野々市市立布水中学校
野々市市立布水中学校（ののいちしりつふすいちゅうがっこう）は、石川県野々市市押野二丁目にある公立中学校。

## 概要
1984年4月、生徒数増加にともない、野々市中学校から分離して開校。
校名の由来は、野々市の別称である布市の｢布｣に手取川扇状地の豊かな｢水｣の二字を合わせたもの。校舎横を流れる木呂川（ころがわ）は霊峰白山の水を受け清くさらさらと爽やかに流れ、時として急流と化すたくましさがある。ここに学ぶ生徒は、白布のごとく汚れなく優しく人をいたわり、清流のごとく清らかで、また激流にも耐える心と身体を培い、学び励むことを願い名付けられた。
場所は、上宮寺や瑞泉寺などの中世期寺院創建の地でもあり、校舎正面玄関のあたりの農地は昭和期までオオモン、又はシャカショウジの名で呼ばれていた。

## 沿革
- 1984年4月1日 - 野々市中学校の生徒数増加にともない、野々市町立布水中学校が開校
- 1984年5月17日 - 校舎落成。
- 1984年7月7日 - 本校の創立記念日と定め、学校が休みとなる。
- 2011年11月11日 - 野々市市の市制施行に伴い、野々市市立布水中学校に校名変更。[3]

## 部活動

### 運動部
- 陸上部
- 水泳部
- サッカー部
- ソフトテニス部
- バスケットボール部
- バレーボール部(女子のみ)
- バドミントン部
- 卓球部
- 剣道部
- 柔道部
- 野球部

### 文化部
- 科学部
- 美術部
- 茶道部
- 合唱部
- 吹奏楽部

## 部活動とその実績
全国大会出場や数多くのプロ選手を輩出している野球部やサッカー部に加えて剣道や空手、バレーボール、テニス、陸上競技、バスケットボールでは石川県内でもトップレベルの実績を挙げている。

### 運動部の年表
- 1992年 - 男子バスケットボール部が全国中学校バスケットボール大会にて優勝。
- 2014年 - 男子バスケットボール部が全国中学校バスケットボール大会にて優勝。
- 2015年 - 女子バスケットボール部が全国中学校バスケットボール大会にて準優勝。
- 2022年 - 男子バスケットボール部が全国中学校バスケットボール大会にて準優勝。

## 主な卒業生
- 徳野新太郎 - 起業家。ヨシオ工業株式会社 代表取締役社長、社会福祉法人 紫志の会（エンジェル保育園） 理事長など。
- 大野篤史 - バスケットボール指導者
- 大倉颯太- バスケットボール選手、千葉ジェッツふなばし所属
- 森井健太[4] - バスケットボール選手、横浜ビー・コルセアーズ所属

## 通学区域
本町1～4丁目、本町6丁目、若松町、横宮町、高橋町、稲荷1～4丁目、堀内1～5丁目、田尻町、三日市町、二日市町、二日市1丁目、徳用町、郷町、蓮花寺町、柳町、長池、押野1～7丁目、押越1～2丁目、野代1～3丁目、御経塚1～5丁目

## 学校周辺
- 館野小学校
- バロー押越店
- モスバーガー押越店
- ブック宮丸金沢南店
- セブンイレブン押野店
- 野々市市スポーツセンター
- クスリのアオキ押越店
- ホームラン野々市店
- かわきた整形外科
- ふるさわ内科
- 海天すし押越店